# 売野雅勇
売野 雅勇（うりの まさお、1951年〈昭和26年〉2月22日 - ）は、栃木県足利市出身の作詞家。麻生 麗二（あそう れいじ）の別ペンネームでも活動している。所属事務所はフェブライオ・エ・メッツオ、ディヴァイン。

## 人物・来歴
栃木県立足利高等学校、上智大学文学部英文学科卒業。就職試験ではニッポン放送に初めてできた音楽ディレクターの専門職の採用面接で最後の5人まで残ったものの不合格。代わりにグループ会社のポニー（現：ポニーキャニオン）をディレクター職として推薦されたが、音楽性の違いから辞退した。
石井直の勧めにより、コピーライター志望で老舗広告代理店の萬年社に入社。春闘が決着した5月に新聞雑誌制作部にコピーライターとして配属される。おもにドッグフードと製菓会社を担当していたが、全国紙の全面広告で校正ミスを犯し解雇されるが、2年半後、朝日新聞求人欄の「音楽好きのコピーライター求む」という三行広告を見て東急エージェンシーインターナショナル（現：フロンテッジ）に入社。CBS・ソニーレコードの洋楽担当のコピーライターとなるが、9か月で退職。その後、第一企画（現：アサツーディ・ケイ）国際部制作室/蛯原ルームのコピーライターとなる。1978年まで日本ポラロイド、ワーナー・ランバート、ジョンソン&ジョンソン、イラン航空などを担当。
1981年にシャネルズ（後のラッツ&スター）の「星くずのダンス・ホール」で作詞家デビュー。1982年に中森明菜の「少女A」が大ヒットし、その後は、3歳上の作曲家芹澤廣明とのコンビで、チェッカーズの一連のヒット曲を生み出す。
2023年、作詞活動40周年を記念したコンピレーションアルバム「MIND CIRCUS 午前0時のLOVE STORIES」を7月12日にリリース。同アルバムには、収録されたヒット曲を題材にしたイメージストーリー13篇の短編小説「午前0時のLOVE STORIES」が収められている。2024年にはその小説の中から「少女A」がショートフィルムとして映像化され、エグゼクティブプロデューサーとして名を連ねている。

## 作品

### あ行
- 青葉久美
  - 恋はティニィ・ウィニィ
- 浅香唯
  - 恋のロックンロール・サーカス
- 麻香ヨーコ
  - グラマーボーイ（フジテレビ「オレたちひょうきん族」1983年3月エンディングテーマ）
  - 湾岸シャッフル
- 麻倉未稀
  - ヒーロー HOLDING OUT FOR A HERO（ドラマ「スクール☆ウォーズ」主題歌、ボニー・タイラーの「Holding Out For a Hero」のカバー）
- 東野純直
  - 80'S
- 安部恭弘
  - テネシー・ワルツ
- 鮎川麻弥
  - 風のノー・リプライ（アニメ「重戦機エルガイム」後期オープニングテーマ）
- アンディ
  - 失われた伝説（ゆめ）をもとめて（アニメ「機甲創世記モスピーダ」オープニングテーマ）
  - ブルー・レイン（同エンディングテーマ。松木美音とのデュエット曲で、アニメ本編では松木のソロヴァージョンも使用されている）
- いいとも青年隊
  - 哀愁サマーステーション
  - 砂に消えたラブレター
- 五十嵐浩晃
  - 言葉はいらない
- 生稲晃子
  - Virgin少年に接吻を
  - Japanese Girl
- 池田政典
  - SHADOW DANCER
  - NIGHT OF SUMMER SIDE（アニメ「きまぐれオレンジ☆ロード」オープニングテーマ）
  - 危険なトライアングル
- 石川秀美
  - サイレンの少年
  - Sea Loves You〜キッスで殺して〜
  - SHADOW SUMMER
  - デス・トラップ
  - 素敵な勇気
- 石川ひとみ
  - 元気あげるね（特撮「不思議少女ナイルなトトメス」主題歌）
  - ４０回目のlove song
- 石野陽子
  - テディーボーイ・ブルース
  - さよならのバースデー
  - 雨のチャペル通り
  - 涙のポニーテイル
  - まっ赤なキャデラック
  - 去年の夏…
- 伊藤銀次
  - Baby Blue
  - TAPPIN' AND CLAPPIN'
  - プラネット・ガール
  - ONE WAY TICKET TO THE MOON
  - SHADE OF SUMMER
  - 恋のリーズン
  - NIGHT PRETENDERS
  - シンデレラリバティなんて怖くない
  - 真冬のコパトーン
  - DEAR YESTERDAY
  - HANG ON TO YOUR DREAM
  - 風のプール
- 伊藤かずえ
  - 17歳のテロル
  - ガラスの星座
  - No!
- 伊藤麻衣子
  - 微熱かナ
  - 曲ってる
  - 夢の入口
  - 君たちにグッドラック
  - 秋のほほづえ
  - あどけないなんて思わないで
  - 危ない感傷
  - レースのハンカチ
  - さよならのカレンダー
  - 純情ワル
  - 優しい絆
  - Half Bitter Sweets 〜デザートは甘いだけじゃない〜
  - 感激!ラブ・モーション
  - スロー・ダンサー
  - 見えない翼（日本テレビ系ドラマ『婦警候補生物語』主題歌）
  - 粉雪のラブレター
  - 不良少女とよばれて
  - 片想いが好きなの
  - 真珠貝の涙
  - 愛の陽炎（松竹映画『愛の陽炎』主題歌）
  - 私は彼のシャボン玉
  - 日曜日だけ恋人
  - 心呼吸
  - 視線がする
  - 別れPart1
  - 恋のリーグ
  - 蒼い予告篇
  - 夏の写真
  - BlueSeptember
  - ひそやかなレジスタンス
  - X’masまでセンチメンタル
  - Epilouge－数秒（すこし）だけサヨナラ－
  - 20番目のカレンダー
  - 夏の封印
  - プールサイド物語
  - ルーフに白いTシャツ
  - 5ヵ月の後
  - ホワイト・ムーン
  - 人の夢
  - 春の雪
- 稲垣潤一
  - 夏のクラクション
  - シーサイド・ショット
  - 優しさが瞳(め)にしみる
  - P.S.抱きしめたい
  - 想い出のビーチクラブ
  - セブンティ・カラーズ・ガール
  - Misty Blue
  - 真夏の果てまで
  - プラチナ・アストロノーツ
  - TOKYO ELEGY
- 井上大輔
  - めぐりあい（劇場版アニメ「機動戦士ガンダムIII めぐりあい宇宙篇」主題歌）
  - ビギニング（劇場版アニメ「機動戦士ガンダムIII めぐりあい宇宙篇」挿入歌）
- 岩崎宏美　（益田宏美）
  - 夢見るように愛したい
- 岩崎良美
  - 恋ほど素敵なショーはない
  - ラストダンスには早過ぎる
  - プリテンダー
- 内田彩
  - それは、私じゃない
- 内海和子
  - 蒼いメモリーズ
  - 好きで、ごめん
- 岡田有希子
  - PRIVATE RED
- 沖田浩之
  - 困ったラブ・ソング
  - とりあえずボディートーク
  - お前にマラリア
  - 東京ジョー
- 荻野目洋子
  - フラミンゴ in パラダイス
  - ビーチ・ボーイズを止めないで
  - 六本木純情派
  - Melting Point
  - 湾岸太陽族
  - 粉雪のリゾート
  - さよならの果実たち - オリコン1位獲得曲
  - ロフトサイド・グラフィティ
  - 246プラネットガールズ
  - 北青山三丁目四番地
  - 続・六本木純情派
  - キラー通りは毎日がパーティー
  - バビロン A GO GO
  - 悲しきヘアピン・サーカス
  - 軽井沢コネクション
  - 少年の最後の夏
  - 避暑地の出来事
  - 北風のキャロル
  - 月曜日のマリーナ
  - ストレンジャーtonight - オリコン1位獲得曲
  - BUS STOP
  - スターダスト・ドリーム（麻生麗二・名義） - オリコン1位獲得曲
  - パーム・トゥリー・キャンドル
  - ペルシャン・ローズ
  - Eye Spy The Night
  - スーピン・イン
  - ディス・クッド・ビー・ザ・ナイト
  - サムシング・アバウト・ユー
  - ウィッケッド
  - ディジー・ディジー・ディジー
  - 湘南ハートブレイク
  - ユア・マイ・ライフ
  - ビーチ・ドライブ
- 1986 OMEGA TRIBE
  - Super Chance
  - Miss Lonely Eyes
  - Brilliant Summer
  - Stay girl Stay pure

### か行
- 影山ヒロノブ
  - 光戦隊マスクマン（特撮「光戦隊マスクマン」オープニングテーマ）
  - 愛のソルジャー（特撮「光戦隊マスクマン」エンディングテーマ）
  - 愛が正義（特撮「ナンバーワン戦隊ゴジュウジャー」挿入歌）
- 門あさ美
  - 退屈と二つの月
- カルロス・トシキ&オメガトライブ
  - Down Town Mystery
  - アクアマリンのままでいて
  - 花の降る午後
  - どうして好きといってくれないの
- 河合奈保子
  - エスカレーション
  - UNバランス
  - コントロール
  - 唇のプライバシー
  - 北駅のソリチュード
  - ジェラス・トレイン
  - デビュー〜Fly Me To Love〜 - オリコン1位獲得曲
  - ラヴェンダー・リップス
  - THROUGH THE WINDOW〜月に降る雪〜（日本語詞）
  - 涙のハリウッド
  - 刹那の夏
- 河内淳一
  - さよならに虹が降る
  - 君のいた夏
- 菊池桃子
  - Say Yes! - オリコン1位獲得曲
  - アイドルを探せ - オリコン1位獲得曲
  - Nile in Blue
  - ガラスの草原
  - 愛は心の仕事です（RAMU）
  - 少年は天使を殺す（RAMU）
  - 青山KIILLER物語（RAMU）
- 吉川晃司
  - サヨナラは八月のララバイ
  - ラ・ヴィアンローズ
- 木村昴
  - Clowntime Berlin
- KinKi Kids
  - イノセント・ウォーズ
  - 哀愁のブエノスアイレス
- 倉沢淳美
  - プロフィール
  - 危険な夢
  - 卒業
- 倉田まり子
  - 真夏のランナー（アニメ「ナイン」挿入歌）
  - 青いフォトグラフ（映画・アニメ「ナイン」主題歌）
- 桑田靖子
  - 脱・プラトニック
  - ラブ or ロンリー
  - 愛・モラル
  - 星屑のメモリー
  - もしかして・ドリーム
  - 午前6時のラブソング
  - 愛はひとつだけ
  - ひそやかな反乱
  - 冬の星座
  - 八月の窓辺
  - 愛の純度
  - すずらんの街で
  - 蒼い莟（つぼみ）
  - サヨナラの愛
  - 恋のスマッシュ
  - 夏の手紙
  - 波の上の花片
  - 10代の証明
  - 夢色メランコリー
  - 淋しくてヨコハマ
- GEISHA GIRLS
  - 少年
- 研ナオコ
  - 六本木レイン
  - ヴェネツィアの情事
  - 裏窓トワイライト
- 小池玉緒
  - 鏡の中の十月
- 小泉今日子
  - フジヤマ・ローズ
- 郷ひろみ
  - 2億4千万の瞳〜エキゾチック・ジャパン〜（国鉄キャンペーンソング）
  - ヤクシニー
- 小林幸子
  - お地蔵サンバ
- 近藤房之助&Quncho
  - 夢を継ぐ人
- 近藤真彦
  - 一番野郎 - オリコン1位獲得曲
  - ケジメなさい - オリコン1位獲得曲
  - 夢絆
  - 大将
  - 純情物語

### さ行
- 西城秀樹
  - 背中からI Love You
  - パシフィック『背中からI Love You』収録曲
- 坂井紀雄
  - ソルジャー・ブルー（アニメ「機甲猟兵メロウリンク」オープニングテーマ）
- さかいゆう
  - 桜の闇のシナトラ
  - 21番目のGrace
  - 孤独の天才（So What）feat. Terrace Martin
  - Soul Rain
  - 崇高な果実
- 坂上忍
  - I Was Born To Love You
- 坂本龍一
  - 美貌の青空
- 沢口靖子
  - 青いヴァカンス
  - 悲しいアウトロー
- 沢田研二
  - PAPER DREAM
  - 素肌に星を散りばめて
- 沢田聖子
  - 都会人
- 篠原涼子
  - 青空が降る少年
- 柴田恭兵
  - TRASH（ドラマ「もっとあぶない刑事」挿入歌）
  - Dark Side of Moon
- シブがき隊
  - サムライ・ニッポン
  - 喝! - オリコン1位獲得曲
  - 挑発∞
- ジャッキー・リン&パラビオン
  - Strangers Dream
- シュガー
  - サーカス・ゲーム
- 少年隊
  - SILENT DANCER
- 吹田明日香
  - ライク・ア・ヴァージン
  - さよならのメッセージ
- 杉浦幸
  - 悲しいな
  - 初めまして
  - 仮名の告白
  - ミステリアス
- 杉山清貴
  - 水の中のAnswer
  - 最後のHoly Night
- 鈴木けんじ
  - 地球戦隊ファイブマン（特撮「地球戦隊ファイブマン」オープニングテーマ）
  - ファイブマン、愛のテーマ（特撮「地球戦隊ファイブマン」エンディングテーマ）
- セピアンローゼス
  - 君がいたHoly Night

### た行
- 高井麻巳子
  - シンデレラたちへの伝言 - オリコン1位獲得曲
  - 約束 - オリコン1位獲得曲
- 武田久美子
  - シャワー・ホリデー
  - 渚から帰れない（シャワー・ホリデーのB面）
- 竹本孝之
  - 涙のラスト・クルーズ
- 舘ひろし
  - 今夜はオールライト
- 辰巳ゆうと
  - 運命の夏
- 田原俊彦
  - エル・オー・ヴイ・愛・N・G - オリコン1位獲得曲
- 田所あずさ
  - あなたの淋しさは、愛
- チェッカーズ
  - 恋のレッツダンス
  - 涙のリクエスト
  - 哀しくてジェラシー - オリコン1位獲得曲
  - サマーガーデン
  - HE ME TWO(禁じられた二人)
  - ひとりぼっちのナタリー
  - ムーンライト・レヴュー50's
  - 星屑のステージ - オリコン1位獲得曲
  - 電撃lookin'＆shockin'
  - ジュリアに傷心（ハートブレイク） - オリコン1位獲得曲
  - スノー・シンフォニー
  - 24時間のキッス
  - Jukeboxセンチメンタル
  - ティーンネイジ・ドリーマー
  - あの娘とスキャンダル - オリコン1位獲得曲
  - 俺たちのロカビリーナイト - オリコン1位獲得曲
  - クレイジー・パラダイスへようこそ
  - 湾岸物語（ハングリー・アイズ）
  - ジェイルハウス・ラヴ
  - スキャンダル魔都（ポリス）
  - 哀しみのヴァージン・ロード
  - HEART OF RAINBOW〜愛の虹を渡って〜 - オリコン1位獲得曲
  - ブルー・パシフィック
  - ひとりじゃいられない
  - OH!! POPSTAR
  - 君はRock-A-Ballade
  - One Night Angel
  - 悲しきアウトサイダー
  - LADY-M.を探せ
  - Song for U.S.A. - オリコン1位獲得曲
- 東京JAP
  - 摩天楼ブルース（ドラマ「少女に何が起こったか」エンディングテーマ）
- 東京パフォーマンスドール
  - キスは少年を浪費する
  - ダイヤモンドは傷つかない
  - Sanctuary〜淋しいだけじゃない〜
  - 涙のパラダイス
- トミーズ雅
  - 遠い夏のレニー
  - 桟橋
- 富田靖子
  - さびしんぼう
  - 元気ですか!?

### な行
- 中西圭三
  - WOMAN
  - You and I
  - Ticket To Paradise
  - A.C.E
  - あの空を忘れない
  - たったひとつの愛を
  - 新しい僕になろう
- 中谷美紀
  - MIND CIRCUS
  - STRANGE PARADISE
  - 天国より野蛮 -WILDER THAN HEAVEN-
  - 汚れた脚 The Silence of Innocence
  - WHERE THE RIVER FLOWS
  - sorriso escuro（アート・リンゼイ、ヴィニシウス・カントゥアリアとの共同作詞）
  - キノフロニカ
  - フェティシュ(Fetish)
- 中谷美紀 with 坂本龍一
  - 砂の果実
- 仲村宗悟
  - ワンダフォー!
- 仲村トオル・一条寺美奈
  - 新宿純愛物語
- 中村雅俊
  - 70年代
  - 想い出のクリフサイド・ホテル
  - 未来が眠る日々
- 中村由真
  - Dang Dang 気になる （アニメ「美味しんぼ」オープニングテーマ）
  - LINE（アニメ「美味しんぼ」エンディングテーマ）
- 中森明菜
  - 少女A
  - キャンセル!
  - 1⁄2の神話 - オリコン1位獲得曲
  - 思春期
  - ルネサンス -優しさで変えて-
  - 禁区 - オリコン1位獲得曲
  - 100°Cバカンス
  - 十戒 (1984) - オリコン1位獲得曲
- 西村知美
  - 君は流れ星（アニメ『がんばれ!キッカーズ』オープニングテーマ）
- 長島秀幸
  - オレンジ・ミステリー（アニメ「きまぐれオレンジ☆ロード」オープニングテーマ）
- 野口五郎
  - 過ぎ去れば夢は優しい
- 野島健児
  - 涙のRunaway Boy

### は行
- 白鷗大学
  - 校歌
- 足利高校
  - 校歌（作曲は林哲司）
- 早見優
  - Tokio Express
  - Lonely Liar
- 原田知世
  - CURTAIN CALL
- Be Choir
  - 聖なる人
  - 大和よ
- ひろえ純
  - サイレント・ヴォイス（アニメ『機動戦士ガンダムΖΖ』後期オープニングテーマ）
- FANCYLABO
  - Sugar Sugar
- 藤あや子
  - 夢のまにまに
- ブレッド&バター
  - さよならの贈り物（アニメ映画「タッチ2 さよならの贈り物」オープニングテーマ）
  - 岸辺のフォトグラフ（アニメ映画「タッチ2 さよならの贈り物」エンディングテーマ）
- 細川たかし
  - 星屑の街
- ポピンズ
  - 妖精ポピンズ
  - くちびるH/2（C/W 渚の軽井沢）
- 堀ちえみ
  - 風の変わる頃（アルバム:雪のコンチェルト）
  - Garcon Pudique（アルバム:Best－記念日 - ）
  - Jimmy's Girl（アルバム:Lonely Universe）
  - ミス・ロンリー・ユニバース（アルバム:Lonely Universe）
  - 18のキャトルセゾン（アルバム:Lonely Universe）
  - 風のサザン・カリフォルニア
  - 暗くなるまで待って（アルバム:夢の続き）
  - オペラ座の雪（アルバム:夢の続き）
  - T・H・R・E・A・T（アルバム:夢の続き）
  - 刹那の華（アルバム:夢の続き）
  - 青春の忘れ物
  - サヨナラなんて言ってあげない（シングル:青春の忘れ物B面）
  - 夢千秒
  - ジャックナイフの夏
- 本田美奈子
  - 殺意のバカンス
  - 好きと言いなさい
  - 青い週末

### ま行
- マーキーズ
  - VANITY（アニメ「機甲猟兵メロウリンク」エンディングテーマ）
- 松居直美
  - 微妙なとこネ
- MIO
  - GET IT!（劇場版アニメ「ザブングル グラフィテイ」主題歌）
  - エルガイム 〜Time for L・GAIM〜（アニメ「重戦機エルガイム」前期オープニングテーマ）
- 松本伊代
  - ビリーヴ（TBSテレビドラマ「転校少女Y」主題歌）
  - ポニーテイルは結ばない
  - あなたに帰りたい
  - 淋しさならひとつ
- 松本友里
  - 過剰にオンリー・ユー
  - ボーイ・キラー
- 三田寛子
  - ひとりぼっちのクーデター（日本テレビ系ドラマ『家族ジャングル』主題歌）
- みやぎ健太郎
  - 星の旅人
  - 人生の宝石
- 宮野比呂美
  - 横浜ジゴロ
- 望月琉叶
  - ピンクのダイヤモンド
- 森口博子
  - 水の星へ愛をこめて（アニメ「機動戦士Ζガンダム」後期オープニングテーマ）
- 森川智之
  - ヨコハマ粋
- 森進一
  - 京都去りがたし

### や・ら・わ行
- 薬師丸ひろ子
  - 冷たくされたい
- 山内惠介
  - 誰に愛されても
- 山寺宏一
  - 東京PARADISE
- 山寺宏一 & 内田彩
  - 男と女は十時半
- 矢沢永吉
  - 愛しい風
  - 赤いルビー
  - 哀しみの彼方へ
  - CRAZY DIZZY NIGHTS
  - 早冬の気配
  - 太陽の領域（テリトリー）
  - AZABU
  - 夜間飛行
  - FLESH AND BLOOD
  - 青空
  - バラードよ永遠に
  - 悪戯（いたずら）な眼
  - PURE GOLD - オリコン1位獲得曲
  - I AM
  - Love Chain
  - 六本木ショット
  - SOMEBODY'S NIGHT
- 山本達彦
  - Stardust Mermaid
  - 夏の愛人
  - 密室のTANGO
  - 密会のHIGH NOON
  - 哀しみの外電（テレグラム）
  - Fairy Princess〜It's You〜
  - Pressure
  - Dancin' On The Beam
  - 愛は僕の弱さだから
- 夢工場
  - ひとりぼっちのデュエット（テレビアニメ番組「タッチ」主題歌）
  - 君をとばした午後（テレビアニメ番組「タッチ」副主題歌）
- 吉野千代乃
  - 夢の旅人（コンピュータゲーム『蒼き狼と白き牝鹿・ジンギスカン』テープ版主題歌）
- ラッツ&スター
  - め組のひと（麻生麗二・名義） - オリコン1位獲得曲
  - 今夜はフィジカル（麻生麗二・名義）
  - 月下美人（ムーンライト・ハニー）（麻生麗二・名義）
  - グラマーGuy
  - 唇にナイフ
  - 星くずのダンス・ホール
  - MAMMA
  - 恋の4回戦ボーイ
  - 真夜中のダイヤモンド
  - サマーナイト・トレイン
- ラフ&レディ
  - 背番号のないエース（劇場版アニメ映画「タッチ」主題歌）
  - ガラスの青春（ティーンネイジ）（劇場版アニメ映画「タッチ」副主題歌）
- 渡辺桂子
  - H-i-r-o-s-h-i
  - 赤道直下型の誘惑
  - 第Ⅱ少女期

### その他
- 栃木県 私立青藍泰斗高等学校 校歌（2005年）

## オムニバスアルバム
| 発売日        | タイトル                            | 規格   | 規格品番   | 発売元                           |
| ------------- | ----------------------------------- | ------ | ---------- | -------------------------------- |
| 2019年5月22日 | ネヴァーランド/Voice Actor×売野雅勇 | CD+DVD | TKCA-74788 | 徳間ジャパンコミュニケーションズ |

## 映画
- シンデレラ・エクスプレス（1990年） - 監督・脚本

## 配信ドラマ
- 少女A（2024年、配信：Amazonプライム） - 原作・エグゼクティブプロデューサー
- 星屑のステージ（2025年、配信：Amazonプライム） - 原作・エグゼクティブプロデューサー

## DVD
- 『月刊伊藤裕子 BODY EXOTICA』（イーネット・フロンティア、2003年） - 監督・脚本

## メディア出演

### テレビ
- 開運！なんでも鑑定団（2019年7月9日、テレビ東京）- ゲスト。金子國義の油絵「傷跡」を出品
- ネーミングバラエティー 日本人のおなまえっ!（2020年9月24日、NHK） - インタビュー出演
- 中森明菜デビュー40周年 女神の熱唱!喝采は今も（2022年11月4日、BS-TBS） - インタビュー出演
- 名曲探訪（2025年8月18日、ミュージック・エア） - ゲスト[9]

### ラジオ
- インターネット・ドラマサイト『ラジオジェニック』主催（2001年 - 2005年）
- ABCラジオジラ（ABCラジオ） - 水曜パーソナリティ[1]
- マツハヤ・リアル・リゾート（1993年 - 1996年、FM福岡）
- 爆笑問題 日曜サンデー（2016年12月4日、TBSラジオ） - ゲスト
- 夜のプレイリスト（2018年5月22日 - 26日、NHK-FM）
- イチ押し 歌のパラダイス（NHKラジオ第1）

### 映画
- TSUSHIMA（2025年9月5日公開予定） - 研究所所長・平野 役 ※友情出演[10]

## 著書
- 『砂の果実 80年代歌謡曲黄金時代疾走の日々』（2016年9月7日、朝日新聞出版）ISBN 978-4-02251-407-3

## ライブ
- 売野雅勇 MIND CIRCUS RADIO SHOW 2024（2024年12月13日 - 15日、よみうり大手町ホール）[11]
  - 13日 - Night Tempo、綾小路翔（氣志團）、松本伊代、早見優、FANCYLABO、Max Lux
  - 14日 - 横山剣、南佳孝、荻野目洋子、Max Lux
  - 15日 - 芹澤廣明、鶴久政治、中西圭三、星乃夢奈、Max Lux